# Александрова, Ксения Сергеевна
Ксе́ния Серге́евна Алекса́ндрова (12 ноября 1994, Москва — 12 августа 2025, Москва) — российская модель, участница международного конкурса красоты «Мисс Вселенная 2017».

## Биография
Ксения Александрова родилась 12 ноября 1994 года в Москве.
Начала карьеру модели в возрасте 19 лет. Окончила РЭУ им. Г. В. Плеханова, по специальности финансист.
В апреле 2017 года Ксения представляла Москву на конкурсе «Мисс Россия 2017» и получила титул «1-я Вице-Мисс». Александрова представляла Россию на конкурсе «Мисс Вселенная 2017», где она предстала перед жюри в роскошном платье и в кокошнике в стиле гжель. По итогам конкурса Александрова не вошла в топ-16 полуфиналисток.
1 июля 2021 года вышла замуж. 22 марта 2025 года вышла замуж во второй раз за молодого человека по имени Илья.
В 2022 году закончила МПГИ по специальности «Кафедра психологии труда и психологического консультирования».
В июле 2025 года попала в автомобильную аварию в Тверской области между Ржевом и Зубцовым на 191-м километре федеральной трассы М9: выбежавший на дорогу лось пробил лобовое стекло машины. За рулём «Porsche Panamera» был муж Александровой, сама она находилась на пассажирском сиденье и получила черепно-мозговую травму. Была госпитализирована сначала в реанимацию Ржевской больницы, а оттуда — в реанимацию НИИ им. Склифосовского в Москве. Скончалась 12 августа.